# Damian Williams (Jurist)

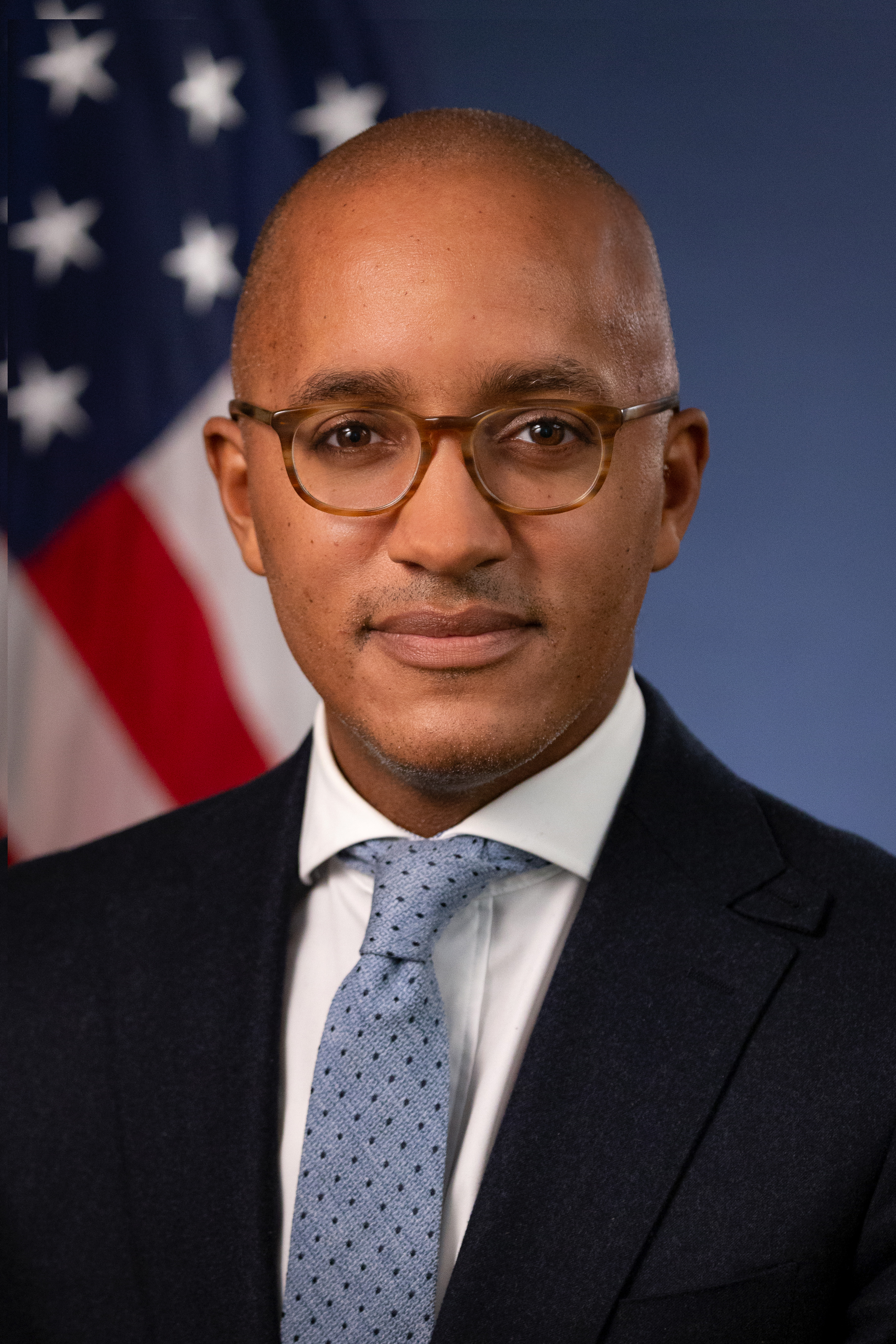
Damian Williams (2021)

Andre Damian Williams Jr. (* 1980 in Brooklyn, New York City) ist ein amerikanischer Jurist. Von Oktober 2021 bis Dezember 2024 war er leitender Bundesanwalt für den südlichen Distrikt von New York.

## Leben und Karriere
Williams wuchs in der Metropolregion Atlanta im Bundesstaat Georgia auf. Seine Eltern sind von jamaikanischer Abstammung. Er studierte Wirtschaftswissenschaften und Philosophie an den Universitäten von Harvard und Cambridge sowie Rechtswissenschaften an der Yale University.
Seine Karriere im Staatsdienst begann Williams im Jahr 2012 als stellvertretender Bundesanwalt für den südlichen Distrikt von New York. Im Jahr 2021 wurde er von US-Präsident Joe Biden für die Position des leitenden Bundesanwalt im selben Distrikt nominiert und noch im selben Jahr vom US-Senat für dieses Amt bestätigt.
Nach seiner Vereidigung im Oktober 2021 bekam er die in Verurteilungen endenden Prozesse gegen Ghislaine Maxwell und gegen den Attentäter des Anschlags in New York am 31. Oktober 2017 zugewiesen. Einer weltweiten Öffentlichkeit wurde Williams im Jahr 2024 durch die Strafverfolgung des Musikunternehmers Sean Combs bekannt. Zuvor hatte Williams bereits durch die Verurteilungen des Kryptounternehmers Sam Bankman-Fried in den Vereinigten Staaten für Aufsehen gesorgt.
Williams leitete die Anklageerhebung gegen Vizegouverneur Brian Benjamin 2022, die Verurteilung des ehemaligen Senators Bob Menendez und die Anklageerhebung gegen New Yorks Bürgermeister Eric Adams 2024.